# Болко фон Хохберг
Ханс Хайнрих XIV Болко фон Хохберг (на немски: Hans Heinrich XIV Bolko Graf von Hochberg; * 23 януари 1843 в дворец Фюрстенщайн при Валденбург, Силезия; † 1 декември 1926 в Бад Залцбрун/Щавно Здруй, Долна Силезия) е граф фон Хохберг, фрайхер на Фюрстенщайн, член на „Пруския Херенхауз“, германски дипломат, интендант и композитор.

## Биография
Той е най-малкият син на Ханс Хайнрих X фон Хохберг (1806 – 1855), 1. княз на Плес, граф фон Хохберг, фрайхер на Фюрстенщайн (Бавария), миньорски индустриалец, и първата му съпруга Ида фон Щехов (1811 – 1843), дъщеря на Фридрих Лудвиг Вилхелм фон Щехов (1771 – 1859) и фрайин Каролина фон дер Реке (1772 – 1835). Внук е на граф Ханс Хайнрих VI фон Хохберг, фрайхер фон Фюрстенщайн (1768 – 1833) и принцеса Анна Емилия фон Анхалт-Кьотен-Плес (1770 – 1830), наследничка на господството Плес/Пшчина. Баща му се жени за втори път през 1848 г. за Аделхайд фон Щехов (1807 – 1868), вдовица на Ернст Карл фон дер Декен, по-голямата сестра на майка му Ида. Най-големият му брат Ханс Хайнрих XI (1833 – 1907) е княз и херцог на Плес.
Болко фон Хохберг следва право и държавна икономика в Бон и Берлин. От 1867 до 1869 г. той е аташе в пруското посолство в Санкт Петербург. Той се връща обратно в Силезия, за да следва музика. Той написва до 1906 г. една опера („ Die Falkensteiner“), две симфонии, един клавир-концерт, трио, квартети и множество хор и соло песни. През 1876 г. той основава в Гьорлиц „Музикалния фестивал Силезия“, който ръководи до 1925 г.
През 1886 г. той е генерален интендант на кралските театри в Берлин. През 1898 г. печели Рихард Щраус като дворцов капелмайстор на дворцовата опера „Унтер ден Линден“. На 31 декември 1902 г. напуска заради конфликт с кайзерския двор. След това живее отново в Ронщок/Roztoka (Добромирц), резиденцията му в Силезия, и се занимава със своята музика. През 1913 г. е кралски пруски професор. От 1858 до 1926 г. е собственик на дворец Ронщок, където живее. Престроява двореца през 1870 г.
Умира на 83 години на 1 декември 1926 г. в Бад Залцбрун, Долна Силезия.

## Фамилия
Болко фон Хохберг се жени на 2 септември 1869 г. в Заабор за принцеса Елеонора фон Шьонайх-Каролат (* 25 май 1848, Заабор; † 4 февруари 1923, Ронщок), дъщеря на принц Фердинанд Хайнрих Ердман фон Шьонайх-Каролат (1818 – 1893) и принцеса Йохана Елеонора Фридерика Еберхардина Ройс (1820 – 1878, Ронщок). Те имат децата:
- Мария Агнес (* 4 юни 1871, Ронщок; † 1 декември 1953), омъжена на 3 август 1901 г. в Ронщок за граф Карл Ердман Хайнрих Фридрих фон Пюклер, фрайхер фон Гродиц (* 1 октомври 1857; † 14 април 1943)
- Ханс Хайнрих XVI (* 19 май 1874, Ронщок; † 13 февруари 1933, Берлин), женен на 26 септември 1903 г. в Оберхофен близо до Тун, Швейцария за графиня Паула Йохана Хилдегард Албертина Каролина Елеонора фон Харах-Рорау-Танхаузен (* 4 юли 1878; † 31 август 1967)
- Фридрих Франц (* 15 септември 1875, Ронщок; † 7 март 1954, Олденбург), женен на 23 април 1908 г. във Валдбург за бургграфиня и графиня Елеонора Доротея Маргарета цу Дона-Шлобитен (* 19 октомври 1878; † 20 юли 1942)
- Анна (* 7 юни 1877; † 17 октомври 1878)
- Ханс Фердинанд Хилер (* 21 ноември 1879, Ронщок; † 25 май 1945, Алтвигс хаген), женен за Луиза Каров († май 1935)
- Готфрид (* 29 януари 1882, Ронщок; † 18 юни 1929, Байройт), женен на 8 октомври 1913 г. в Гауерниц за принцеса 	Матилда Рената Хелена фон Шьонбург-Валденбург (* 10 септември 1878; † 3 ноември 1948)
- Рената (* 7 юли 1883, Ронщок; † 21 май 1948, Лауенбург а.д.Елбе), омъжена на 10 януари 1907 г. в Ронщок за бургграф и граф Еберхард Рихард Емил фон Дона-Шлобитен (* 23 декември 1875; † 11 декември 1957), брат на съпругата на брат му Фридрих Франц.